# ساموئل چگزوی
ساموئل چگزوی (به انگلیسی: Samuel Chedgzoy) بازیکن فوتبال زادهٔ ۲۷ ژانویه ۱۸۸۹ اهل کشور انگلستان بود که سابقهٔ بازی در تیم ملی فوتبال انگلستان را در کارنامهٔ خود دارد. وی در تاریخ ۱۵ مارس ۱۹۲۰ نخستین بازی ملی خود را در مقابل تیم ملی فوتبال ولز انجام داد و با حضور در ۸ بازی ملی، در تاریخ ۲۲ اکتبر ۱۹۲۴ واپسین بازی ملی‌اش را در برابر تیم ملی فوتبال ایرلند شمالی برگزار کرد.